# Star (série télévisée, 2016)
Pour les articles homonymes, voir Star.
Star est une série télévisée américaine en 68 épisodes d'environ 43 minutes créée par Lee Daniels et Tom Donaghy, diffusée entre le 14 décembre 2016 et le 8 mai 2019 sur le réseau Fox.
Au Canada et au Québec, elle a été diffusée entre le 6 janvier 2017 et le 9 mai 2019 sur le service Netflix en version originale sous-titrée. En France, elle est diffusée dans les régions d'Outre-mer depuis le 11 mars 2018 sur La Première et en France métropolitaine entre le 1er février 2019 et le 9 juillet 2020 sur le service Fox Play. Elle reste pour le moment inédite en Belgique et en Suisse.

## Synopsis
Star Davis est une jeune fille rebelle, ayant passé presque toute son enfance dans différentes familles d’accueil depuis la mort de sa mère. Mais Star a un rêve, elle pense que son prénom est un signe et qu'elle est destinée à une grande carrière de chanteuse. Sur Instagram, elle fait la rencontre d'Alexandra avec qui elle écrit des chansons. Les deux jeunes filles veulent essayer de monter un groupe et Star décide de partir à la recherche de sa sœur, Simone, qui vit dans une famille différente, pour le compléter. Sur place, elle surprend le père d’accueil de Simone en train d'abuser d'elle, Star le poignarde et les deux sœurs prennent la fuite.
Bien décidées à oublier cet accident qui pourrait leur coûter leur liberté, elles partent pour Atlanta où Alexandra les rejoint. Le trio décide de loger chez Carlotta Brown, une amie de la mère des sœurs qui les recherche depuis plusieurs années. Là-bas, elles vont tenter de se faire connaître et de démarrer leur carrière pour devenir un groupe de stars.

## Distribution

### Acteurs principaux
- Jude Demorest (VF : Clara Soares) : Star Davis
- Brittany O'Grady (VF : Zina Khakhoulia) : Simone Davis
- Ryan Destiny (VF : Aurélie Konaté) : Alexandra « Alex » Crane
- Amiyah Scott (VF : Laëtitia Lefebvre) : Cotton Brown
- Quincy Brown (en) (VF : Maxime Baudouin) : Derek Jones
- Queen Latifah (VF : Armelle Gallaud) : Carlotta Brown
- Benjamin Bratt (VF : Maurice Decoster) : Jahil Rivera (saisons 1 et 2 - invité saison 3)
- Miss Lawrence (VF : Jonathan Gimbord) : Miss Bruce (saisons 2 et 3 - récurrente saison 1)
- Luke James (en) (VF : Simon Koukissa) : Noah Brooks (saisons 2 et 3)
- Michael Michele (VF : Marie Diot) : Ayanna Floyd (saison 2)
- Stephen Dorff (VF : Guildin Tissier) : Brody Dean (saison 2)
- Lance Gross (VF : Mike Fédée) : Maurice Jetter (saison 3 - récurrent saison 2)
- Brandy Norwood (VF : Valérie Siclay) : Cassandra « Cassie » Brown (saison 3 - récurrente saison 2)
- Matthew Noszka (VF : Guillaume Desmarchelier) : Jackson « Jax » Ellis (saison 3 - récurrent saison 2)
- William Levy (VF : Juan Llorca) : Mateo Ferrera (saison 3)

Photos des acteurs principaux
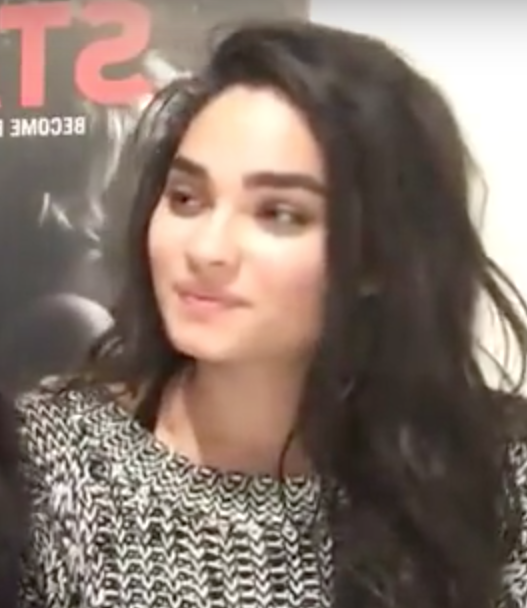
Brittany O'Grady interprète Simone.
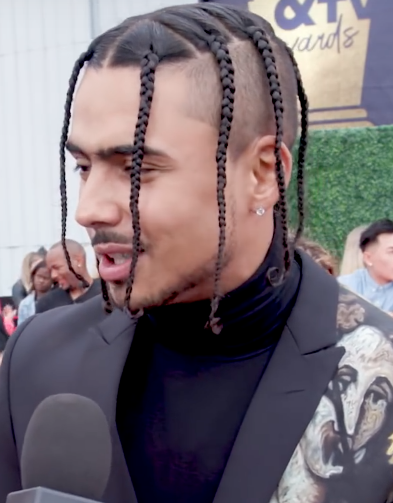
Quincy Brown interprète Derek.
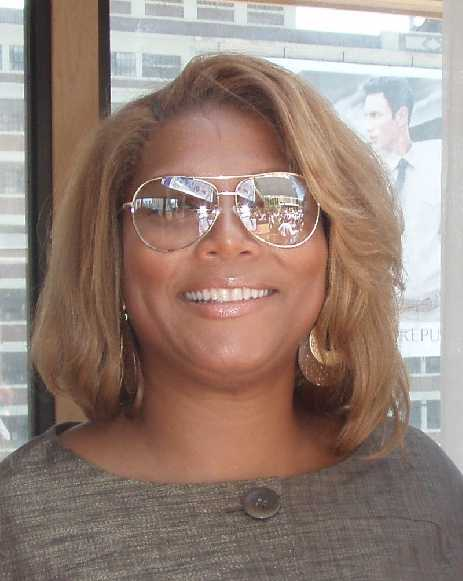
Queen Latifah interprète Carlotta.
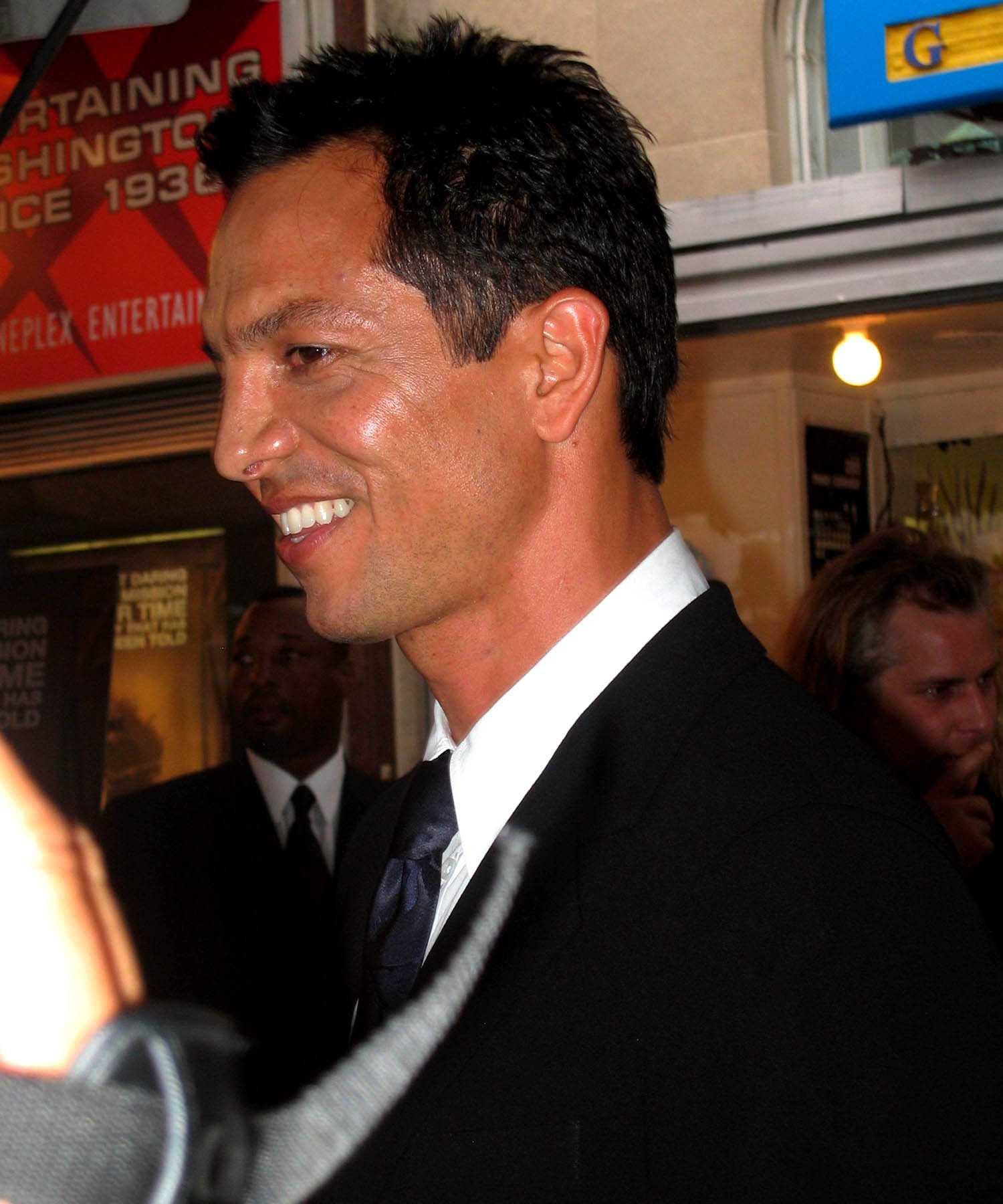
Benjamin Bratt interprète Jahil.
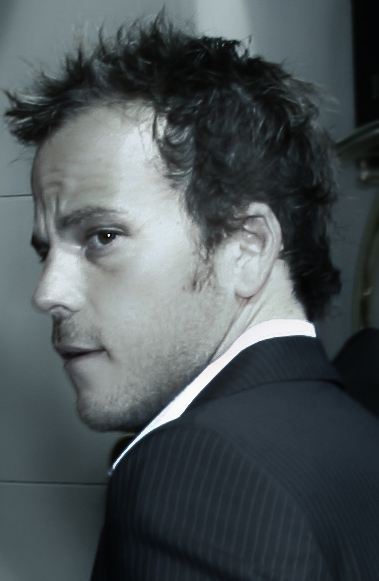
Stephen Dorff interprète Brody.
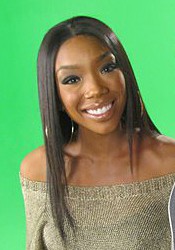
Brandy Norwood interprète Cassie.
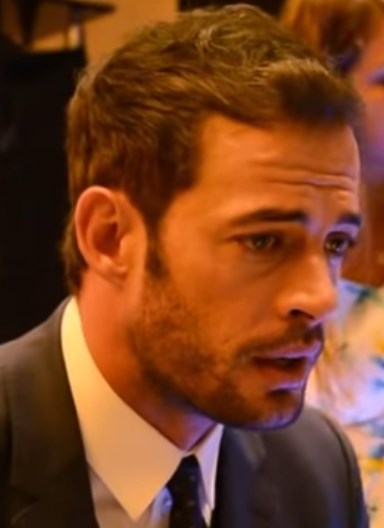
William Levy interprète Mateo.
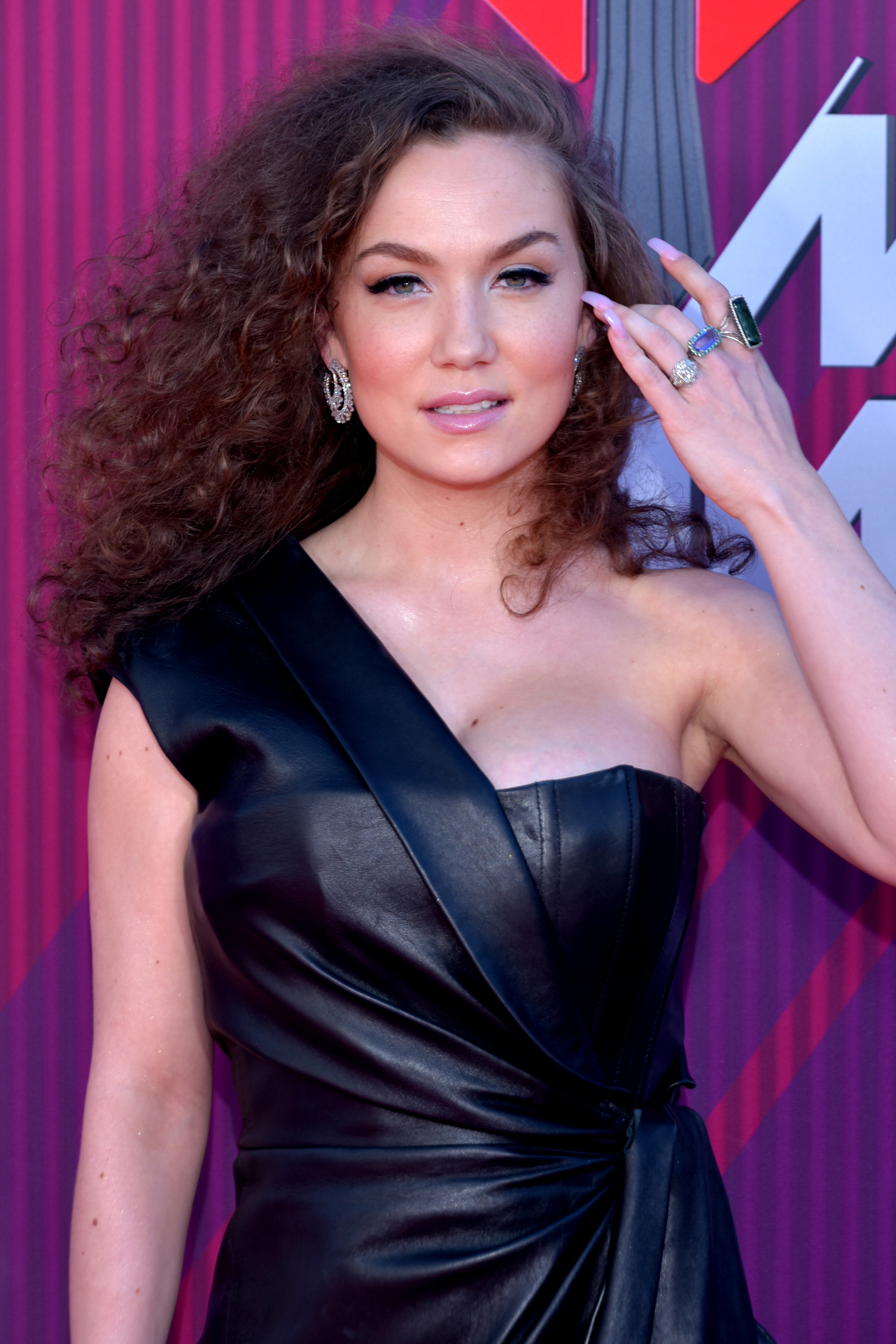
Jude Demorest interprète Star Davis

### Acteurs récurrents
Introduits dans la saison 1
- Caroline Vreeland (VF : Magali Rosenzweig) : Mary Davis
- Juanita Jennings (en) (VF : Annie Balestra) : Ruby Jones
- Nealla Gordon (en) (VF : Sylvie Ferrari) : Arlene Morgan / Charlene (saisons 1 et 2)
- Jack J. Yang (en) (VF : Frédéric Popovic) : Elliot Wu (saisons 1 et 2)
- Darius McCrary (VF : Namakan Koné) : Otis Leecan (saison 1 - invité saison 2)
- Deja Dee (VF : Charlotte Campana) : Ruth-Anne Leecan (saison 1 - invitée saison 2)
- Chad Buchanan (VF : Emmanuel Garijo) : Hunter Morgan (saison 1)
- Sharlene Taulé (en) (VF : Caroline Pascal) : Eva Resendes (saison 1)
- Tyrese Gibson (VF : Bruno Henry) : pasteur Bobby Harris (saison 1)
- Jasmine Burke (en) (VF : Pauline Guimard) : Danielle Jackson (saison 1)
- Joseline Hernandez (en) (VF : Corinne Wellong) : Michelle (saison 1)
- Paris Jackson (VF : Kahina Tagherset) : Rachel Wallace (saison 2 - invitée saison 1)
- Phillip DeVona : Detective Walter Batista

Introduits dans la saison 2
- Elijah Kelley (VF : David Dos Santos) : Andy
- Keke Palmer (VF : Youna Noiret) : Gigi Nixon
- Evan Ross (VF : Olivier Podesta) : Angel Rivera
- Richard Roundtree (VF : Jean-Michel Martial) : Charles Floyd
- Ashani Roberts (VF : Julia Boutteville) : Nakisha
- Imani Lewis (VF : Corinne Wellong) : Karen Williams (saison 2)
- Justin Marcel McManus (VF : Boris Agondanou) : Omari (saison 2)

Introduits dans la saison 3
- Camila Banus (VF : Soleima Arabi) : Nina Ferrera
- Chad Michael Murray (VF : Charles Uguen) : Xander McPherson
- Kayla Smith (VF : Cécile Gatto) : Olivia
- Terrence J : Ryan French
- Lyndie Greenwood (VF : Elisabeth Ventura) : Megan Jetter
- Marcos Palacios : Lil Dini
- Furly Mac : Mike Mike
- Gabrielle Walsh : Detective Maria Montero
- Marcos Palacios : Lil Dini
- Zulay Henao : Lucia
- Kimberly Elise : Dianne, la mère de Noah
- Major : Cousin Rashad

### Invités spéciaux
- Naomi Campbell (VF : Céline Ronté) : Rose Spencer-Crane (récurrente, saisons 1 et 2)
- Big Boi : lui-même (récurrent, saison 1)
- Lenny Kravitz (VF : Antoine Fleury) : Roland Crane (2 épisodes, saison 1)
- Gladys Knight (VF : Céline Duhamel) : elle-même (2 épisodes, saison 1)
- Missy Elliott (VF : Corinne Wellong) : Pumpkin (2 épisodes, saison 1)
- Mike Epps : Jay Holland (1 épisode, saison 2)
- Jussie Smollett (VF : Benjamin Pascal) : Jamal Lyon (de Empire - 1 épisode, saison 2)
- Tasha Smith (en) (VF : Jacky Tavernier) : Carol Holloway (de Empire - 1 épisode, saison 2)
- Patti LaBelle : Christine Brown (2 épisodes, saison 2 - 1 épisode, saison 3)
- Teyana Taylor : Joyce Renee (2 épisodes, saison 2 - 1 épisode, saison 3)
- Quavo : lui-même (1 épisode, saison 2)
- Meagan Good (VF : Anne Dolan) : Natalie Knight (récurrente, saison 2)
- Harold Perrineau (VF : Frantz Confiac) : Bobby Brooks (récurrent, saison 3)
- Ben Vereen (VF : Michel Tureau) : Calvin Brown (1 épisode, saison 3)

Version française
- Société de doublage : VF Productions[6]
- Direction artistique : Yann Le Madic[7]

 Source et légende : version française (VF) sur RS Doublage et Doublage Séries Database

## Production

### Développement
Le 6 août 2015, Fox commande un épisode pilote de Star, la nouvelle série musicale de Lee Daniels à l'origine de Empire. Le tournage du pilote est alors annoncé pour décembre 2015 à Atlanta.
Le 27 avril 2016, le réseau Fox annonce officiellement après le visionnage du pilote, la commande du projet de série avec une commande initiale de treize épisodes, pour une diffusion lors de la saison 2016 / 2017. Lors des Upfronts 2016, la chaîne annonce la diffusion de la série pour janvier 2017.
Le 13 septembre 2016, Charles Pratt Jr. devient le showrunner de la série à la suite du départ de Charles Murray. La Fox annonce ensuite que le premier épisode sera diffusé en avant première le 14 décembre 2016, avant une diffusion régulière de la série dès le 4 janvier 2017 pendant la pause de mi-saison de Empire. Lors de sa diffusion, la première saison est finalement composée de douze épisodes au lieu de treize.
Le 22 février 2017, la série est reconduite pour une deuxième saison de treize épisodes, comme la première saison, pour une diffusion pendant la pause de Empire. Par la suite, il est annoncé que Charles Pratt Jr. quitte le poste de showrunner pour la deuxième saison. Il est remplacé par Karin Gist dont la vision de la série se rapproche plus de celle de Lee Daniels et Tom Donaghy, les créateurs de la série.
Le 15 mai 2017, la chaine annonce lors des Upfronts 2017 que la deuxième saison comptera finalement dix-huit épisodes et avance la diffusion de la série à la rentrée où elle sera diffusée en duo avec Empire.
La chaine annonce ensuite que le premier épisode de la saison de Star et celui de la quatrième saison de Empire seront un crossover entre les deux séries, la première partie sera l'épisode de Empire et la deuxième sera celui de Star. À la suite de cette annonce, Lee Daniels dévoile la présence de Terrence Howard, Taraji P. Henson et Jussie Smollett dans la partie Star du crossover. Finalement, lors de la diffusion de l'épisode, seul Jussie Smollett et Tasha Smith apparaissent dans Star et Queen Latifah est la seule actrice de la série à apparaitre dans la partie Empire du crossover.
Le 10 mai 2018, la chaine annonce avoir renouvelé la série pour une troisième saison à la suite des audiences satisfaisantes, la série étant devenue l'une des plus regardées du réseau Fox.
Le 10 mai 2019, Fox annonce l'annulation de la série. À la suite de cette décision, Lee Daniels dévoile sur son compte Instagram qu'il est en contact avec plusieurs chaînes pour continuer la série. En fin de mois, il annonce que finalement, aucune chaîne n'a voulu reprendre la série.
Deux mois plus tard, Lee Daniels annonce, toujours via Instagram, qu'il va faire revenir la série avec un téléfilm pour boucler l'intrigue, sans plus de précisions.

### Distribution des rôles
L'annonce du casting a débuté en décembre 2015, avec les arrivées de Queen Latifah, Brittany O'Grady, Jude Demorest, Ryan Destiny, Benjamin Bratt et Nicholas Gonzalez au sein de la distribution principale.
Le 30 septembre 2016, il est annoncé que Naomi Campbell rejoint la série dans le rôle récurrent de Rose Spencer, la mère d'Alexandra,. Le mois suivant, Tyrese Gibson obtient le rôle récurrent du pasteur Bobby Harris et Darius McCrary, celui de Otis Leecan, le père d'accueil de Simone.
En novembre 2016, Chad Buchanan est annoncé dans le rôle récurrent de Hunter Morgan, un joueur de la NFL. Il est suivi par Paris Jackson, fille de Michael Jackson, qui obtient le rôle de Rachel Wells, une photographe.
En mai 2017, Miss Lawerence, récurrente lors de la première saison, rejoint la distribution principale de la série à partir de la deuxième saison. Quelques mois plus tard, il est annoncé que Paris Jackson reprendra son rôle de la première saison mais cette fois-ci en tant que récurrente.
En novembre 2017, Patti LaBelle et Brandy Norwood rejoignent la distribution récurrente de la deuxième saison pour jouer, respectivement, la mère et la sœur du personnage de Queen Latifah. En juillet 2018, Brandy Norwood est promue à la distribution principale pour la troisième saison de la série.
En août 2018, l'acteur cubano-américain William Levy rejoint la distribution principale de la troisième saison et Camila Banus rejoint la distribution récurrente pour jouer la femme de son personnage. Quelques jours après, Chad Michael Murray rejoint également la distribution récurrente. Le mois suivant, Fox dévoile via un communiqué que Lance Gross et Matthew Noszka, récurrents lors de la deuxième saison, rejoignent la distribution principale. Terrence J et Lyndie Greenwood viennent ensuite compléter la distribution récurrente.

### Tournage
La série est tournée à Atlanta dans l'État de Géorgie aux États-Unis.

## Épisodes

### Première saison (2016-2017)
Composée de douze épisodes, elle a été lancée en avant-première le 14 décembre 2016 puis diffusée entre le 4 janvier et le 15 mars 2017.
1. La Fugue (Pilot)
2. Mauvaise fréquentation (The Devil You Know)
3. La Voie de la guérison (Next of Kin)
4. Le Pacte (Code of Silence)
5. Ma mère, cette chanteuse (New Voices)
6. La Tête d'affiche (Infamous)
7. Black, partout où je vais (Black Wherever I Go)
8. La Bonne cause (Mama's Boy)
9. Le Temps des décisions (Alibi)
10. Mensonges et trahisons (Boy Trouble)
11. Sauver les apparences (Saving Face)
12. Le Grand soir (Showtime)

### Deuxième saison (2017-2018)
Composée de 18 épisodes, elle a été diffusée entre le 27 septembre 2017 et le 23 mai 2018.
1. Le Ticket gagnant (The Winner Takes it All)
2. Changements (Insecure)
3. Bonne soirée Atlanta ! (FUA...Good Night!)
4. Forcer la porte (It Ain't Over)
5. Histoire de famille (May the Best Manager Win)
6. Faire le buzz (Faking It)
7. Admises au Showcase (Ghetto Symphony)
8. Une maison divisée (A House Divided)
9. 48 heures plus tôt (Climax)
10. Renaître de ses cendres (Rise From the Ashes)
11. La Tournée (Take it to Church)
12. Rêveurs (Dreamers)
13. Concurrence (Forward (E)Motion)
14. Après le Set, l'after (After the Set, It's the Afterparty)
15. L'Heure de faire la fête (Let the Good Times Roll)
16. Le Coup de poker (Take it or Leave It)
17. Jahil (Mrs. Rivera)
18. La Séparation (Thirty Days to Famous)

### Troisième saison (2018-2019)
Elle a été diffusée du 26 septembre 2018 au 8 mai 2019.
1. Mensonges et secrets (Secrets & Lies)
2. Qui est le patron ? (Who's The Daddy)
3. Une affaire familiale (A Family Affair)
4. Tout s'écroule (All Falls Down)
5. Un jour nous serons tous libres (Someday We'll All Be Free)
6. Ante Up (Ante Up)
7. Karma (Karma)
8. Des racines et des ailes (Roots and Wings)
9. Zion (Zion)
10. Quand les étoiles s'éteignent (When Stars Fall)
11. Surveille le trône (Watch The Throne)
12. Toxique (Toxic)
13. Liquidation (The Reckoning)
14. Une grâce extraordinaire (Amazing Grace)
15. Repose-toi sur moi (Lean on Me)
16. Case départ (Square One)
17. Proud Mary Keep On (Proud Mary Keep On)
18. Quand la digue se brise (When the Levee Breaks)

## Accueil

### Critiques
La première saison de la série a reçu des critiques mitigées. Sur le site agrégateur de critiques Rotten Tomatoes, elle recueille 33 % de critiques positives, avec une note moyenne de 4,19/10 sur la base de 36 critiques collectées. Le consensus critique établi par le site résume que malgré la performance de Queen Latifah, la série est trop dramatique avec des personnages cartoonesques et stéréotypés.
Sur Metacritic, la saison a aussi reçu des critiques mitigées, avec un score de 42/100 sur la base de 30 critiques collectées.

### Audiences
La série est diffusée sur le réseau Fox dont les séries, pour la saison 2016-2017, ont eu une audience moyenne allant de 1,44 million de téléspectateurs (0,61 % des 18-49 ans) pour Scream Queens à 7,61 millions de téléspectateurs (2,74% des 18-49 ans) pour Empire.
La meilleure audience de la série a été réalisée par le premier épisode de série avec 6,71 millions de téléspectateurs.
La pire audience a été réalisée par le dixième épisode de la première saison, Boy Trouble, avec 3,36 millions de téléspectateurs.
| Saisons | Diffusion                              | Nombre d'épisodes | Lancement         | Lancement       | Final        | Final           | Téléspectateurs (en moyenne) |
| Saisons | Diffusion                              | Nombre d'épisodes | Date              | Téléspectateurs | Date         | Téléspectateurs | Téléspectateurs (en moyenne) |
| ------- | -------------------------------------- | ----------------- | ----------------- | --------------- | ------------ | --------------- | ---------------------------- |
| 1       | Mercredi, 22h (Pilote) Mercredi, 21h00 | 12                | 14 décembre 2016  | 6,71 millions   | 15 mars 2017 | 3,95 millions   | 4,22 millions                |
| 2       | Mercredi, 21h00                        | 18                | 27 septembre 2017 | 5,40 millions   | 23 mai 2018  | 3,94 millions   | 4,12 millions                |
| 3       | Mercredi, 21h00                        | 18                | 26 septembre 2018 | 4,63 millions   | TBA          | TBA             | -                            |

## Distinctions

### Nominations
- Teen Choice Awards 2017 :
  - Meilleure série dramatique
  - Meilleure nouveauté à la télévision
  - Meilleure révélation masculine/féminine pour Ryan Destiny
- GLAAD Media Award 2018 : Meilleure série dramatique
- Teen Choice Awards 2018 :
  - Meilleure série dramatique
  - Meilleure actrice dans une série dramatique pour Ryan Destiny